# Монморанси-Лаваль, Луи-Жозеф де
Луи-Жозеф де Монморанси-Лаваль (фр. Louis-Joseph de Montmorency-Laval; 11 декабря 1724, Байе, Королевство Франция — 17 июня 1808, Альтона, Первая империя) — французский кардинал. Епископ Орлеана с 14 января 1754 по 28 февраля 1758. Епископ Кондома с 13 марта 1758 по 2 ноября 1760. Великий раздатчик милостыни Франции с 4 сентября 1786 по 3 сентября 1791. Епископ Меца с 6 апреля 1761 по 29 ноября 1801. Кардинал-священник с 30 марта 1789 по 17 июня 1808.